# Regiomontanus
Regiomontanus (alemany: Johann Müller)  (Königsberg in Bayern, 6 de juny de 1436 - Roma, 6 de juliol de 1476) va ser un prolífic astrònom i matemàtic alemany. El seu nom real era Johannes Müller von Königsberg, i el seu sobrenom, Regiomontanus, prové de la traducció llatina del nom de la ciutat alemanya on va néixer: Königsberg (muntanya del rei o, en llatí. Regio Montanus). No obstant, Regiomontanus va emprar en la seva vida nombrosos noms, per exemple, en la seva inscripció a la Universitat apareix com Johannes Molitoris de Künigsperg en el qual empra Molitoris com a versió llatinizada de 'Müller'. Existeixen altres variants que inclouen Johannes Germanus (Joan Alemany), Johannes Francus (Joan de Francònia), Johann von Künigsperg (Joan de Königsberg), i, finalment, amb accent francès Joannes de Montanus Regio.

## Biografia
Va néixer a la vila bavaresa de Königsberg in Bayern (que no s'ha de confondre amb l'altre Königsberg de Prússia). El seu pare era un pròsper moliner que potser va ser memebre del consell municipal i que li va proporcionar prou recursos per estudiar.
Es pot dir que Regiomontanus va ser veritablement un nen prodigi. Va donar mostres ben aviat d'un enorme talent mostrant a una edat primerenca gran habilitat per a les matemàtiques. Com a mostra d'això, a l'edat d'onze anys ja va ingressar a la Universitat de Leipzig per estudiar dialèctica, va romandre en els estudis universitaris des de 1447 fins a 1450. Posteriorment, va ingressar a la Universitat de Viena (1450) i allà va conèixer el que seria el seu professor i amic Peuerbach. Durant aquests inicis la seva principal activitat es va centrar en l'estudi de les matemàtiques, l'astronomia i la cosmologia. Va ser tan veloç en el seu aprenentatge que va acabar els estudis el 1452, però les normes de la Universitat li exigien tenir 21 anys per poder obtenir el títol de llicenciat, i va haver d'esperar fins a arribar a l'edat exigida, el 1457.
El novembre de 1457 la Facultat d'Arts de la Universitat de Viena el va elegir per col·laborar amb els treballs del seu antic professor Peuerbach. En aquesta època Peuerbach li va ensenyar les múltiples imprecisions de les Taules alfonsines. En el terreny de l'observació astronòmica els dos astrònoms van fer observacions de Mart, i van aconseguir predir correctament la seva posició. Regiomontanus donava cursos a la universitat sobre: perspectiva, Geometria d'Euclides i de literatura (Bucòliques de Virgili). Durant aquest període va treballar en matemàtiques, astronomia i va construir instruments com ara astrolabis. Estava particularment interessat en la lectura de vells manuscrits i feia còpies manuscrites per al seu propi ús, algunes d'elles encara han sobreviscut al pas dels anys.
El 1461 viatja a Roma per posar-se a les ordres del cardenal Bessarió per a realitzar dissenys d'astrolabis i de rellotges de sol. Durant aquesta estada a Roma (que finalitza en 1465), Regiomontanus va poder llegir molts manuscrits provinents de diferents fons bibliogràfics, alguns d'ells del Vaticà.
El matemàtic de la casa reial d'Hongria, Martin Bylica d'Olkusz, el convida a la seva casa d'estiu perquè treballi amb ell en diverses observacions astronòmiques, posteriorment, per influència de Bylica, el rei Maties Corví el manté durant alguns anys més a Hongria.
En 1471 viatja a Nuremberg i allà estableix un observatori amb el patrocini de Bernard Walther en el qual realitza activitats de recerca, càlcul i observació de fenòmens astronòmics. El gener de 1472 va realitzar observacions d'un estel i el va descriure (270 anys després va ser igualment descrit per Halley i va esdevenir el cometa Halley). El 1454, gràcies a Johann Gutenberg comença a funcionar la primera impremta a Europa i Regiomontanus descobreix en aquest invent una forma de divulgar la informació. La seva passió per aquesta nova forma el porta a realitzar múltiples còpies de textos científics, on edita diagrames molt precisos. A primers de la dècada del setanta (1471 i 1472) va actuar com a impressor a Nuremberg. Probablement fos el primer impressor de literatura científica. La seva primera obra com a impressor va ser el llibre del seu exprofessor Peuerbach sobre la teoria dels moviments planetaris, sent la següent impressió l'any 1474, any en què edita el seu propi Kalendarium i la seva Ephemerides. Aquests llibres van ser reeditats moltes vegades i cal destacar la influència que van arribar a tenir sobre Cristòfor Colom i Amerigo Vespucci, ja que van emprar les Ephemerides per mesurar les longituds en el Nou Món acabat de descobrir. Cristòfor Colom, encallat durant un any a Jamaica, va utilitzar les Ephemerides per predir amb èxit un eclipsi lunar el 29 de febrer de 1504, i poder intimidar els indígenes i aconseguir queviures per a ell i el seu equip.
Sobre la mort de Regiomontanus existeixen moltes hipòtesis. Segons una d'elles el mateix Regiomontanus havia anunciat que ell mateix publicaria un treball que demostraria el poc valor de les opinions d'un company seu, de nom George de Trebisonda, en el qual demostraria com els seus treballs sobre Ptolemeu no només eren inútils sinó que estaven plens d'errors. Aquest i els rumors circulats a aquest efecte, van ser considerats potser suficient motiu per a l'assassinat de Regiomontano pels dos fills de George Trebisonda. L'altra versió és molt més probable i explica que, després del desbordament del Tíber el gener de 1476, hi va haver un brot epidèmic que podria haver acabat en una plaga i que tingués a Regiomontanus com una de les seves víctimes.

## Obra

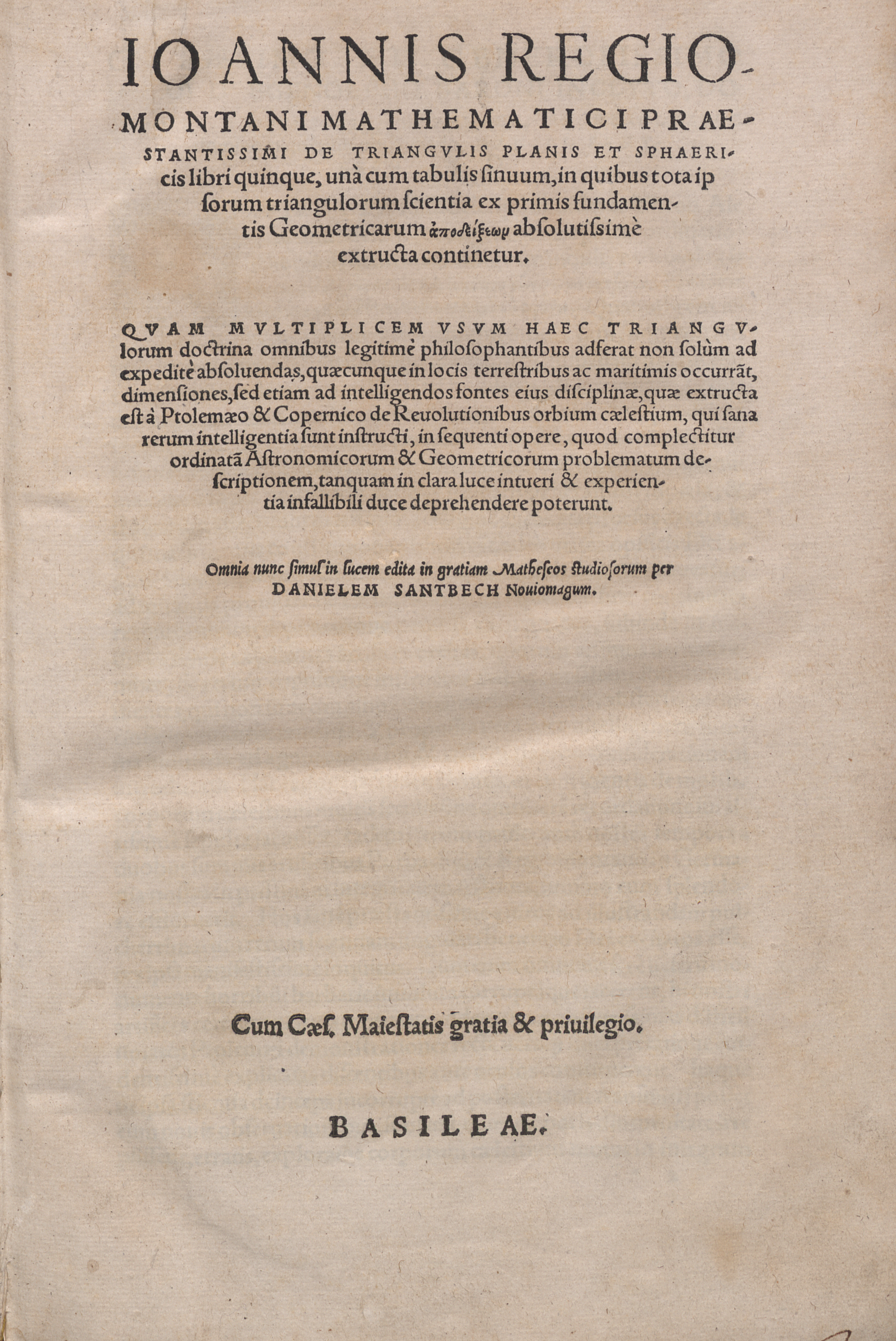
De triangulis planis et sphaericis libri.

L'obra escrita de Regiomontano es pot englobar en tractats de matemàtica, centrats en el que avui s'anomena trigonometria (es considera un fundador d'aquesta part de la matemàtica) i tractats sobre astronomia. D'altra banda descriu, i inventa diversos instruments útils per a l'observació i la mesura del temps (rellotges Solars), tot aquest apartat ho divulga en una mena de pamflets impresos que van ser molt llegits durant la seva època.

### De triangulis Omnimodis
Regiomontanus va estructurar la seva obra d'una forma molt similar als Elements d'Euclides. De triangulis es compon de cinc llibres, en el primer dona les definicions bàsiques: quantitat, ràtio, igualtat, cercles, arcs, cordes, i la funció sinus. Proporciona alguns axiomes que proporcionaran el suport dels 56 teoremes que enuncia. En el segon dels llibres estableix la Llei del sinus i la fa servir en la resolució d'alguns problemes amb triangles. Determina l'àrea d'un triangle mitjançant el coneixement de dos costats i l'angle que formen. Els llibres III, IV i V tracten de trigonometria esfèrica centrant el tema per a les posteriors obres d'astronomia.

### Taules de sinus
En la seva estada a Hongria, Regiomontanus calcula dues taules de sinus. La primera la realitza el 1467 i empra una divisió sexagesimal dels angles, l'altra, escrita a la ciutat de Buda, calcula els sinus d'un angle emprant una divisió decimal.

### Altres Obres
En el terreny de l'astronomia també va publicar el treball Espitome in Almagestum (publicat després de la seva mort el 1498). Es tracta d'un llibre en què exposa el sistema de Ptolomeo remarcant-ne els errors.